# Bufferligningen
Bufferligningen, pufferligningen eller mere internationalt Henderson-Hasselbalch-ligningen er en simpel model, der beskriver forholdet mellem pH og koncentrationen af et korresponderende syre-basepar. Den er opkaldt efter Lawrence Joseph Henderson og Karl Albert Hasselbalch.

## Ligningen
I følge modellen gælder ved ligevægt
{\displaystyle {\mbox{pH}}={\mbox{p}}K_{s}+\log {\frac {[{\mbox{A}}^{-}]}{[{\mbox{HA}}]}}}
hvor {\displaystyle {\mbox{p}}K_{s}} er syrestyrkeeksponenten, {\displaystyle [{\mbox{HA}}]} er koncentrationen af syre, og {\displaystyle [{\mbox{A}}^{-}]} er koncentrationen af den korresponderende base.
Den kemiske reaktion, for hvilken ligningen gælder, kan generelt skrives som:
{\displaystyle {\text{HA (aq)}}+{\text{H}}_{2}{\text{O}}{\text{ (l)}}\rightleftharpoons {\text{A}}^{-}{\text{ (aq)}}+{\text{H}}_{3}{\text{O}}^{+}{\text{ (aq)}}}

## Udledning
Ligningen kan udledes fra syrestyrkekonstanten {\displaystyle K_{s}}:
{\displaystyle {\begin{aligned}K_{s}&={\frac {[{\mbox{H}}_{3}{\mbox{O}}^{+}][{\mbox{A}}^{-}]}{[{\mbox{HA}}]}}\\{\mbox{[H}}_{3}{\mbox{O}}^{+}]&=K_{s}{\frac {[{\mbox{HA}}]}{[{\mbox{A}}^{-}]}}\\-\log {\mbox{[H}}_{3}{\mbox{O}}^{+}]&=-\log \left(K_{s}{\frac {[{\mbox{HA}}]}{[{\mbox{A}}^{-}]}}\right)\\-\log {\mbox{[H}}_{3}{\mbox{O}}^{+}]&=-\log K_{s}-\log \left({\frac {[{\mbox{HA}}]}{[{\mbox{A}}^{-}]}}\right)\\{\mbox{pH}}&={\mbox{p}}K_{s}+\log \left({\frac {[{\mbox{A}}^{-}]}{[{\mbox{HA}}]}}\right)\end{aligned}}}
hvor {\displaystyle pK_{s}} er syrestyrkeeksponenten:
{\displaystyle pK_{s}=-\log K_{s}}